# Uwe Bahn

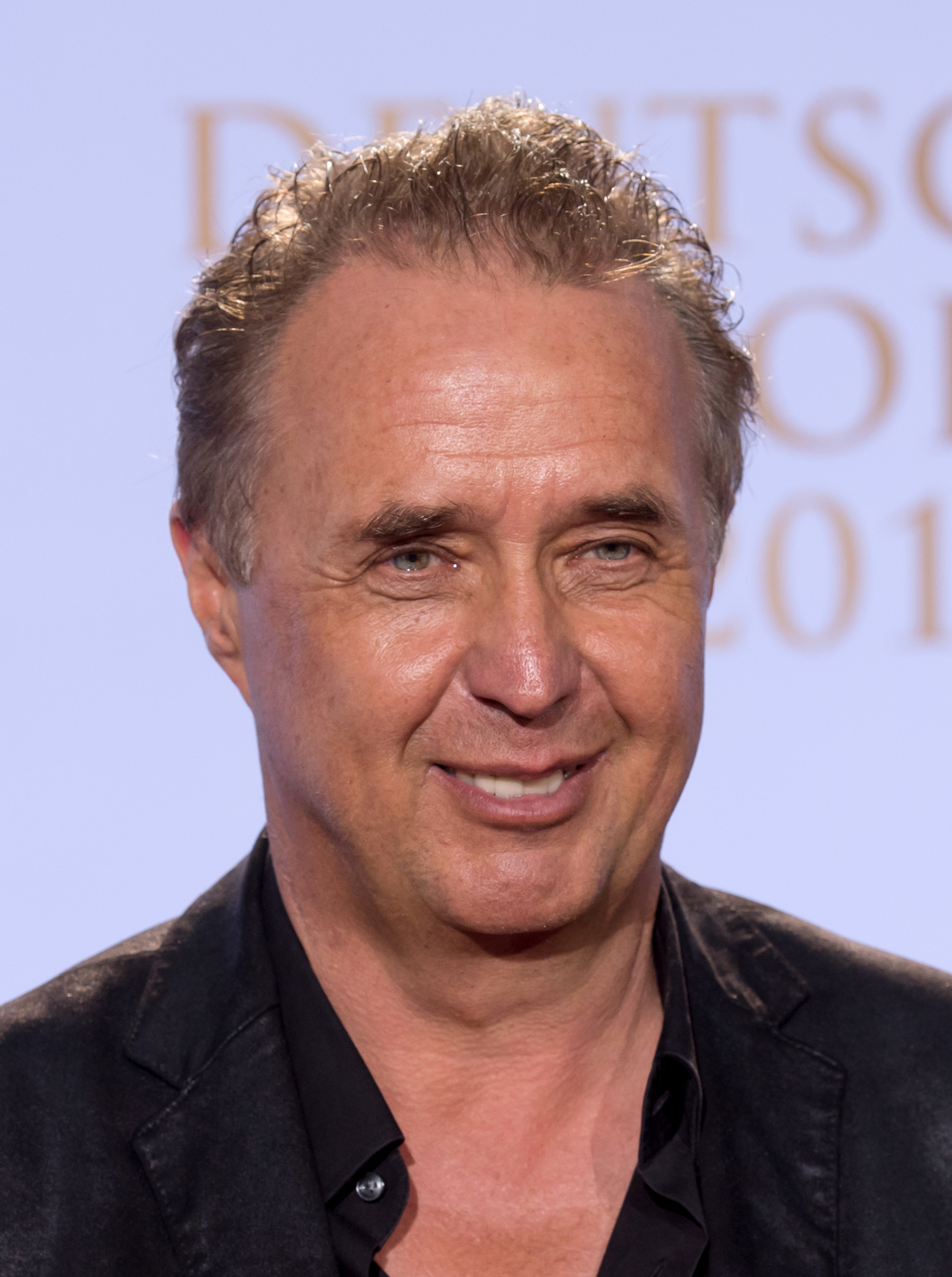
Uwe Bahn beim Deutschen Radiopreis in Hamburg (2016)

Uwe Bahn (* 5. Februar 1958 in Lauenburg/Elbe) ist ein deutscher Moderator, Autor und Fotograf.

## Leben
Uwe Bahn studierte in Lüneburg Lehramt und machte sein erstes und zweites Staatsexamen. Im Anschluss arbeitete er allerdings nicht als Lehrer, sondern begann eine Karriere beim Radio und Fernsehen.
Von Juli 1984 bis Dezember 2023 war Bahn als Hörfunkmoderator freiberuflich beim Norddeutschen Rundfunk auf NDR 2 tätig. Zuletzt moderierte er dort die NDR 2 Bundesligashow, die die Bundesligakonferenz beinhaltet. Am 2. Dezember 2023 moderierte Bahn seine letzte Bundesligashow, dieses war auch sein Abschied vom NDR. Außerdem war er einige Jahre sonntags auf NDR 2 mit der Reiseserie Bahn-Reisen zu hören. Von 1995 bis 1997 moderierte er die tägliche Comedyshow Kwatsch mit Ulf Ansorge und Carlo von Tiedemann. Von 1997 bis 2001 moderierte er die Morgenshow, die er auch entwickelt hat, und Bahns neuer Morgen – anfänglich im Wechsel mit Lena Aden, kurze Zeit später alleine. Zeitweise war Uwe Bahn einer der Moderatoren der Night of the Proms, einem Klassik-Pop-Event, das jährlich im Dezember in Deutschlands größten Konzerthallen stattfindet. Außerdem moderierte er Anfang der 1990er Jahre auf N3 die Sendung Opa – Die Oldieparade. Von 2006 bis 2011 präsentierte Uwe Bahn im NDR Fernsehen die Serie DAS! reist, in der er norddeutsche Reiseziele mit einem alten Setra S 8-Omnibus (Baujahr 1958) als Museumsbus der KVG Stade besucht und vorstellt. Außerdem war er für die Sendung Mein Nachmittag für eine Woche im Monat in Norddeutschland live unterwegs.
1996 war er Mitgründer des Inselradios Mallorca. Von 1997 bis 2001 war er Stadionsprecher des Hamburger SV, und von 1999 bis 2009 moderierte er die Sportsendung Sportclub im NDR Fernsehen. 2002 war er Teil der Crew von Udo Lindenbergs Rockliner am Bord der Mein Schiff von TUI Cruises. Für die Agentur Cruise Company der Wacken-Gründer Thomas Jensen und Holger Hübner moderierte er Event-Kreuzfahrten wie „Stars at Sea“ mit Peter Maffay und David Garrett auf der Queen Mary 2.
Als Autor schreibt Uwe Bahn Reiseberichte und -reportagen für diverse Printmedien wie die Westdeutsche Allgemeine, das Handelsblatt, die Berliner Morgenpost und den Tagesspiegel. Zudem ist Bahn Co-Autor eines Kreuzfahrt-Guides und arbeitet redaktionell an dessen Webseite mit.
Uwe Bahn ist seit Mai 2022 Moderator beim Sender Oldie Antenne.
Im Juni 2023 gründete Bahn die Hear&Now UG zur Vermarktung von Radiowerbung, Beratung und Produktentwicklung.

## Privates
Von 1991 bis 1994 war Uwe Bahn mit der Moderatorin und Autorin Eva Herman liiert.